# サットル
サットル（þáttr、サーットルとも。複数形: þættir セーッティル。一般に話と訳される）とは、13世紀から14世紀の間にアイスランドで書かれた短い散文のことである。サットルは単体の物語を指すこともあれば、他のサガの断片を指すこともある。

## 代表的なサットル
- 『セルリの話』 - 『ソルリの話』『ヘジンとヘグニのサガ』とも。『フラート島本』の『オーラブ・トリグヴァソンのサガ』 (Óláfs saga Tryggvasonar) の一節。「ヒャズニングの戦い」（Hjaðningavíg、ヘジンとヘグニの争い）を描く。
- 『ノルナゲストの話』 - 『フラート島本』の『オーラヴ・トリグヴァソンのサガ』の一節。
- 『ヴェルシの話』 - ヴェルシとは種馬の性器のこと（Völse blótを参照）。『フラート島本』の『聖オーラヴのサガ』の一節。
- 『棒打たれのソルステインの話』 (Þorsteins þáttr stangarhöggs)
- 『ソルステイン・ベーヤルマグンの話』(Þorsteins þáttr bæjarmagns) - 主人公ソルステインがトールの戦跡を辿るという物語。bæjarmagn ベーヤルマグンとは「家の主、家に強い」という意味の渾名で、ノルウェーには彼がこじ開けられない扉がほとんど無い、というほどの力持ちであったことに由来する。
- 『スウェーデンの戦士スティルビョルンの話』 (Styrbjarnar þáttr Svíakappa)
- 『愚かなロイの話』 (Hróa þáttr heimska)